# Trichosteleum aquatile
Trichosteleum aquatile är en bladmossart som beskrevs av Pierre Tixier 1979. Trichosteleum aquatile ingår i släktet Trichosteleum och familjen Sematophyllaceae. Inga underarter finns listade i Catalogue of Life.